# Elachista zernyi
Elachista zernyi là một loài bướm đêm thuộc họ Elachistidae. Nó được tìm thấy ở Fennoscandia, Đức, Áo, Thụy Sĩ và Ý. Nó cũng được tìm thấy ở Bắc Mỹ.
Sải cánh dài 7–9 mm.